# Ribeirão Cascalheira
Ribeirão Cascalheira est une municipalité brésilienne située dans l'État du Mato Grosso.